# 網狀纖維

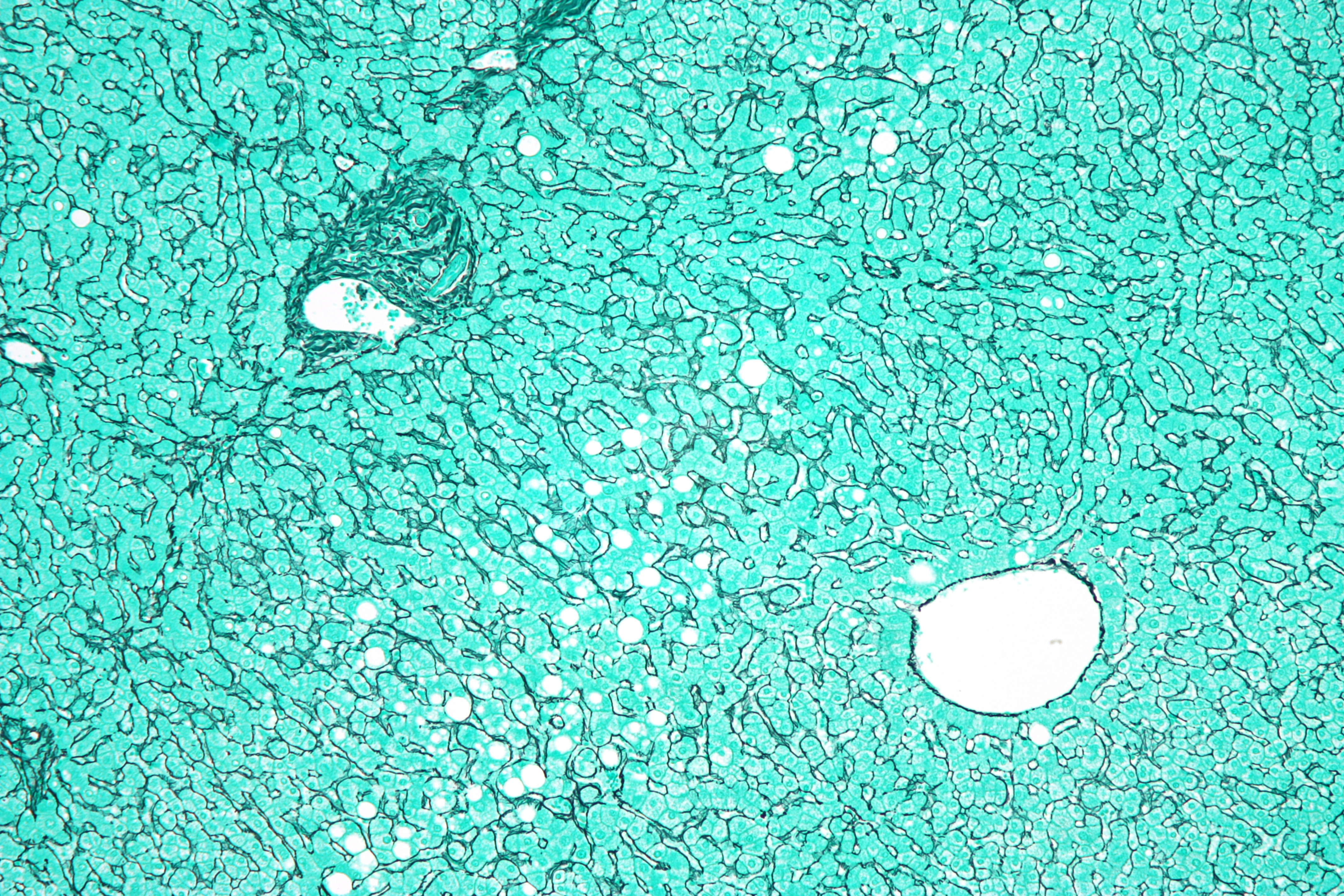
用网状纤维染色液染色的肝臟活體組織切片，用来显现 stained with a ' demonstrating a normal hepatic plate thickness and mild steatosis.

网状纤维（英文为Reticular fibers、reticular fibres或reticulin）是一类由网状细胞分泌的网状纤维组成的结缔组织。网状纤维相互交联形成精巧的网状结构，这样的结构蛋白叫做网硬蛋白（reticulin），这一网状结构在肝臟、骨髓等软组织还有淋巴系统的组织和器官中扮演支持作用。

## 结构
网状纤维由一种或多种纤细的由III型胶原编织成的链构成。这些链构成了高度有序而能用以支撑的细胞网状结构。其中的许多胶原蛋白和糖类结合。因此，这些蛋白会与银染料或PAS染色法反应剂反应，但是并不与含苏木精的一般染料反应。在1953年，一份《科学》中的文章提及了上述事项，并总结道：网状和一般的胶原材料包含同样种类的糖类（半乳糖、葡萄糖、甘露糖和海藻糖），但是这些糖的浓度在网状胶原材料中相较而言高了得多。
在1993年一份文献中描述了利用透射电子显微镜对猪脾脏中毛细管鞘和脾索中的网状纤维的研究和比较。这份文献试图揭开这些纤维的成分，以及发现无定形基质中的唾液酸。研究人员在脾索的网状纤维中发现了胶原纤维、弹性纤维、微纤维、神经纤维和平滑肌细胞；然而在毛细管鞘中只有微纤维被识别了出来。LFA凝集素对脾索的结合能力强于其对毛细管鞘的结合能力。这些发现显示：脾索中的网状纤维应该含有多重功能性要素，可能在脾脏的收缩和舒展中有着重要的作用；而毛细管鞘在成分上与毛细血管的基底膜相像。

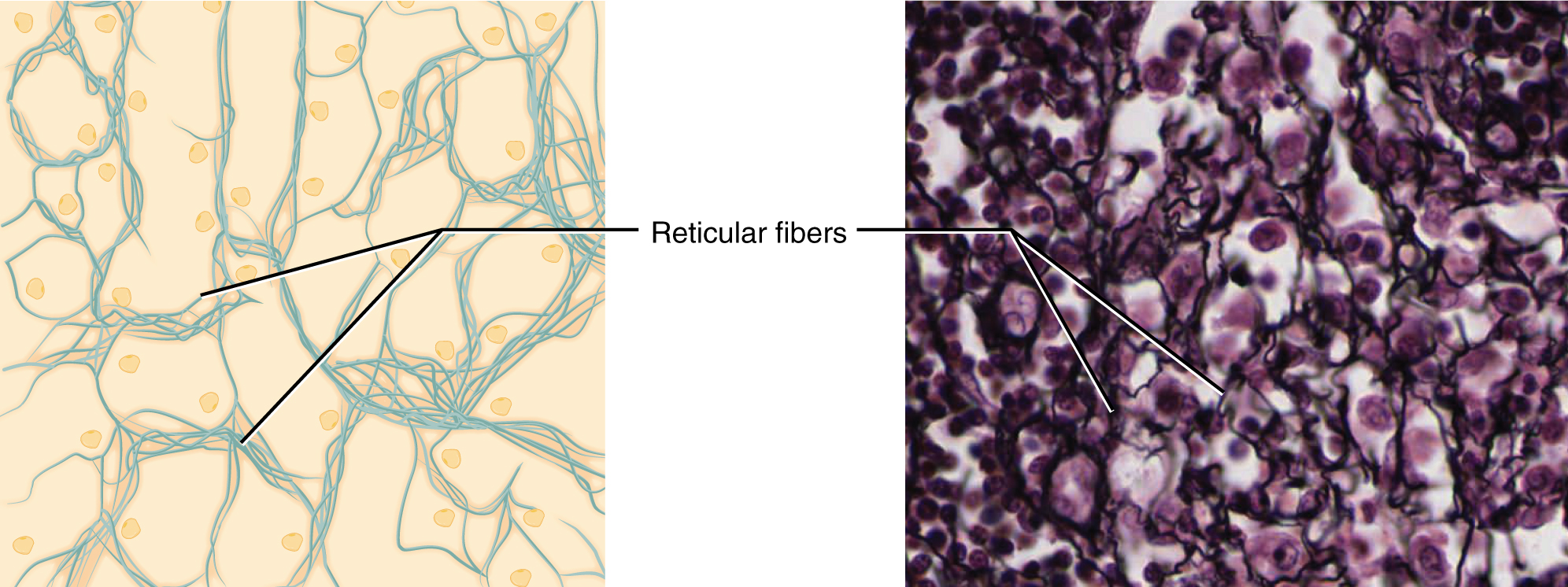
网状纤维和网状组织示意图

## 术语源流

### 网状纤维与网硬蛋白
英语中的用来指代网状纤维的术语reticulin由M. Siegfried在1892年发明。
如今，reticular fiber、reticulin这两个单词都可以用来指代网状纤维，即由III型胶原蛋白组成的纤维——但reticulin具体指代网硬蛋白，网硬蛋白是指在细胞间质中主要由Ⅲ型胶原所构成的、有着纤维状结构的蛋白，而网状纤维则是指代结构构成以Ⅲ型胶原为主的纤维，后者构成了前者的结构。

### 嗜银纤维
在分子生物学出现之前，reticulin的用法非常含糊，被用来描述两种结构：
- 出现在基底膜上的嗜银性纤维结构；
- 出现于发育中的结缔组织中，在解剖学上相似的纤维。[8]

网状纤维也被称为嗜银纤维（argyrophil fiber），这一名称与其对银盐的亲和性（affinity），可以追溯到早期人们用银对其染色进行研究的历史。
Maresch, R.在1905年介绍了将神经原纤维的银盐染色技艺引入到网状纤维染色中的方法，但也强调了其染色的不精确。然而20世纪20年以来，对网状纤维的研究却只依赖于此方法，因而带来了持续性的问题——因为染色技艺的落后，人们对网硬蛋白的定义和分布不准确，而对于染料的化学原理和化学特性人们也一无所知。
直到Gömöri氏和Wilder氏的新方法和固定剂（fixative）开始应用，人们才得以了解以往银盐染色部分的不同部位的具体区别，银盐染料对例如多糖等在内的网状纤维以外其它组织结构和模式物的染色能力被认知。发现，去除网状纤维中易去除的银化合物后，剩余部分的胶原并未与银结合。组织化学研究表明，在网状纤维上使用银盐染色技艺并没有什么化学意义，并不能视为一种针对III型胶原或是网硬纤维的组织化学技艺。